# Любовь в Килнерри
Любовь в Килнерри — американский романтический комедийный фильм 2021 года, написанный, спродюсированный и поставленный Дэниел Кит в его режиссёрском дебюте. В фильме снимались Кит, Кети Серл, Роджер Хендрикс Саймон, Джеймс Патрик Нельсон, Сибил Лайнс, Шейла Стасак и Тони Триано. Премьера первой редакции фильма (отличной от его нынешней версии) состоялась в США 18 октября 2019 года, одновременно на кинофестивале в Нью-Гэмпшире и Международный кинофестиваль в Сан-Диего.
В центре повествования комедии — вымышленный городок Килнерри, штат Нью-Гэмпшир, жители которого впадают в панику после того, как Агентство по охране окружающей среды сообщает им, что обязательные изменения на их химическом заводе могут резко повысить их сексуальное либидо. Любовь в Килнерри и Кит получили одобрение критиков, сорок пять наград кинофестивалей и двадцать шесть номинаций за лучший сценарий, лучшую режиссуру, лучший фильм, лучших актёров, лучшую операторскую работу и лучший ансамбль.

## Сюжет
Маленький сонный отдаленный городок Килнерри испытывает трудности, поскольку большинство его жителей — пожилые люди, а молодые скоро уедут в колледж. Когда представитель Агентства по охране окружающей среды посещает ежеквартальное собрание жителей городка, чтобы сообщить им, что их химический завод загрязняет воду и создает токсичную рыбу, они узнают, что завод должен адаптировать новый обязательный процесс под названием P172. Однако есть один небольшой побочный эффект. Под воздействием P172 у лабораторных крыс резко повышается сексуальное влечение. Жители паникуют, и наступает хаос. Шериф изо всех сил пытается поддерживать порядок в течение последующих месяцев, а хаос и беспорядок продолжаются: катастрофическая попытка оргии, непристойное обнажение, священник становится нудистом, чтобы быть ближе к Богу, а некоторые из более дряхлых жителей участвуют в танцевальном конкурсе с рискованным выступлением. Как раз в тот момент, когда шериф достиг предела в своем стремлении контролировать всех и не дать городу измениться, возвращается EPA, чтобы сообщить им, что они обнаружили, что крысы были использованы в предыдущем испытании феромона и что P172 не имеет побочных эффектов. Мучимые чувством вины, они понимают, что, думая, что не могут контролировать ситуацию, они научились открываться, принимать других, бросать осторожность на ветер, жить заново и влюбляться. Шериф осознает свои действия и извиняется перед городом. Жители продолжают жить новой жизнью и создавать новые судьбы.

## В ролях
- Дэниел Кит — главных ролях в роли Гэри О’Рейли, шерифа города;
- Кети Серл — роли Нессы Уорд, владелицы магазина канцелярских товаров;
- Роджер Хендрикс Саймон — роли Фергала О’Рейли, городского почтальона;
- Сибилл Лайнс — роли Аэднат Маклафлин, религиозной вдовы-затворницы;
- Дабарго Саньял — Ракеш Нибханупуди, представитель Агентства по охране окружающей среды;
- Джеймс Патрик Нельсон — роли отца О’Делла;
- Тони Триано — роли Джерри Бойлана, мэра города и владельца паба;
- Шейла Стасак — роли Бриджид Керри, городской сплетницы и владелицы магазина.

## Производство и распределение

### Разработка
'Любовь в Килнерри' изначально была пьесой, написанной Китом, действие которой происходит в вымышленном городе Килнерри в графство Донегал. Это был вызов, брошенный ему выпускницей Королевская шекспировская компания Сибил Лайнс (Мэрион) (которая также играет Аэднат Маклафлин). Кит хотел написать что-то такое, что рассмешило бы его бабушку. Он использовал псевдоним Колин Филмор, чтобы актёры могли более честно подойти к материалу и не бояться писателя. Большую часть 2016 года пьеса проходила мастерскую перед зрителями в студии Манхэттенского театрального клуба в Нью-Йорке. Только в 2017 году, когда Кит написал историю в виде сценария, актёры узнали, кто был настоящим сценаристом. Дэниел путешествовал вверх и вниз по восточному побережью, рассматривая десятки маленьких городков, пока не нашел открытку с Портсмутом. Посетив маленький приморский городок, Дэниел понял, что нашел свой «Килнерри». Дэниел, Роджер Хендрикс Саймон, Сибил Лайнс и Шейла Стасак, работавшие над пьесой в 2016 году, продолжили работу над фильмом. Кэти Серл, Тони Триано, Дебарго Саньял, Джереми Фернандес и Джеймс Патрик Нельсон сыграли в фильме Кимберли Грэм (Homeland).Дэниел попросил всех театральных актёров, так как хотел, чтобы фильм выглядел и ощущался как театральная постановка и сказка. Кроме того, все прошли большую подготовку и имели одинаковые диалоги и методы раскрытия характеров и анализа сценария.

### Съемки

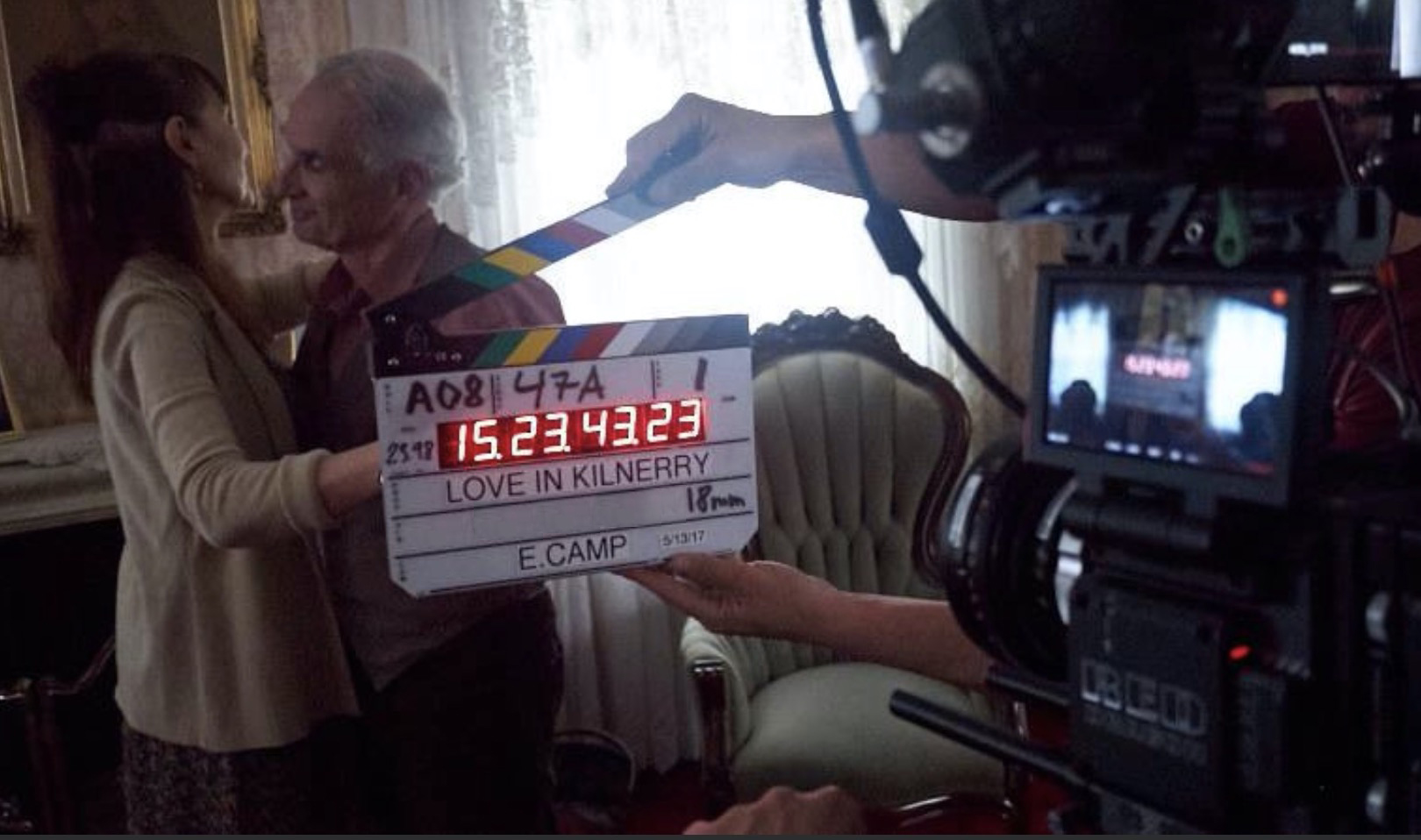
Sybil Lines (Aednat) and Roger Hendricks Simon (Fergal)

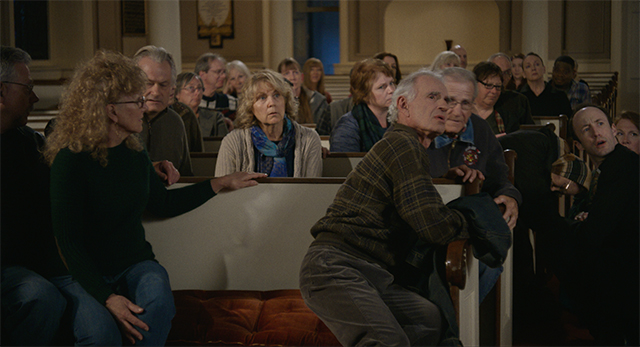
'Love in Kilnerry' screenshot

Дэниел знал, что хочет создать сказочный город, отрезанный от остального мира, поэтому он обратился к художнику по визуальным эффектам Брайану Деметцу (Дэдпул, 2012), чтобы создать горы вокруг города и стереть все современное (то есть никаких джинсов, строительства, татуировок, айфонов, новых машин и т. д.). Первыми были сняты установочные кадры и кадры с дрона. Многие жители Портсмута стали жителями Килнерри, а также приносили членам съемочной группы еду, помогали им находить места съемок и даже размещали многих из них у себя. Актёрский состав и съемочная группа из 200 человек снимали в 28 местах. Газета Газета "Айриш Пост узнала о фильме Кита и 15 декабря 2017 года опубликовала статью об ирландском городке Рингаскидди в графстве Корк, жители которого жаловались на испарения местного завода Pfizer, производящего виагру, из-за которых мужчины и собаки ходят сексуально возбужденными. В статье утверждалось, что «искусство подражает жизни».

### Пост-продакшн
Пост-продакшн длился весь 2018 год, так как Кит обратился к Джону Уилсону (Аббатство Даунтон, Билли Эллиот) для монтажа фильма на Пайнвуд Студиос в Лондон, музыку написал и исполнил композитор Рэнди Эдельман (Последний из могикан, 27 платьев), визуальные эффекты были созданы Брайаном ДеМетцем (Дэдпул, 2012), а цветовое оформление - Эндрю Гири из Company 3 (Звезда родилась, Звездные войны). Ранние монтажи фильма были показаны зрителям на кинофестивалях в течение 2019 года в качестве рецензий. Фильм, его съемочная группа и актёры получили сорок пять наград и двадцать шесть номинаций на международном уровне. Таня Фишер написала: «Единственное объяснение, которое можно дать глубоко прочувствованным эмоциям людей, так или иначе относящихся к невероятно маловероятному сценарию, заключается в том, что Дэниел обладает силой и умением обнулять человеческие страхи и отношения».

### Распространение

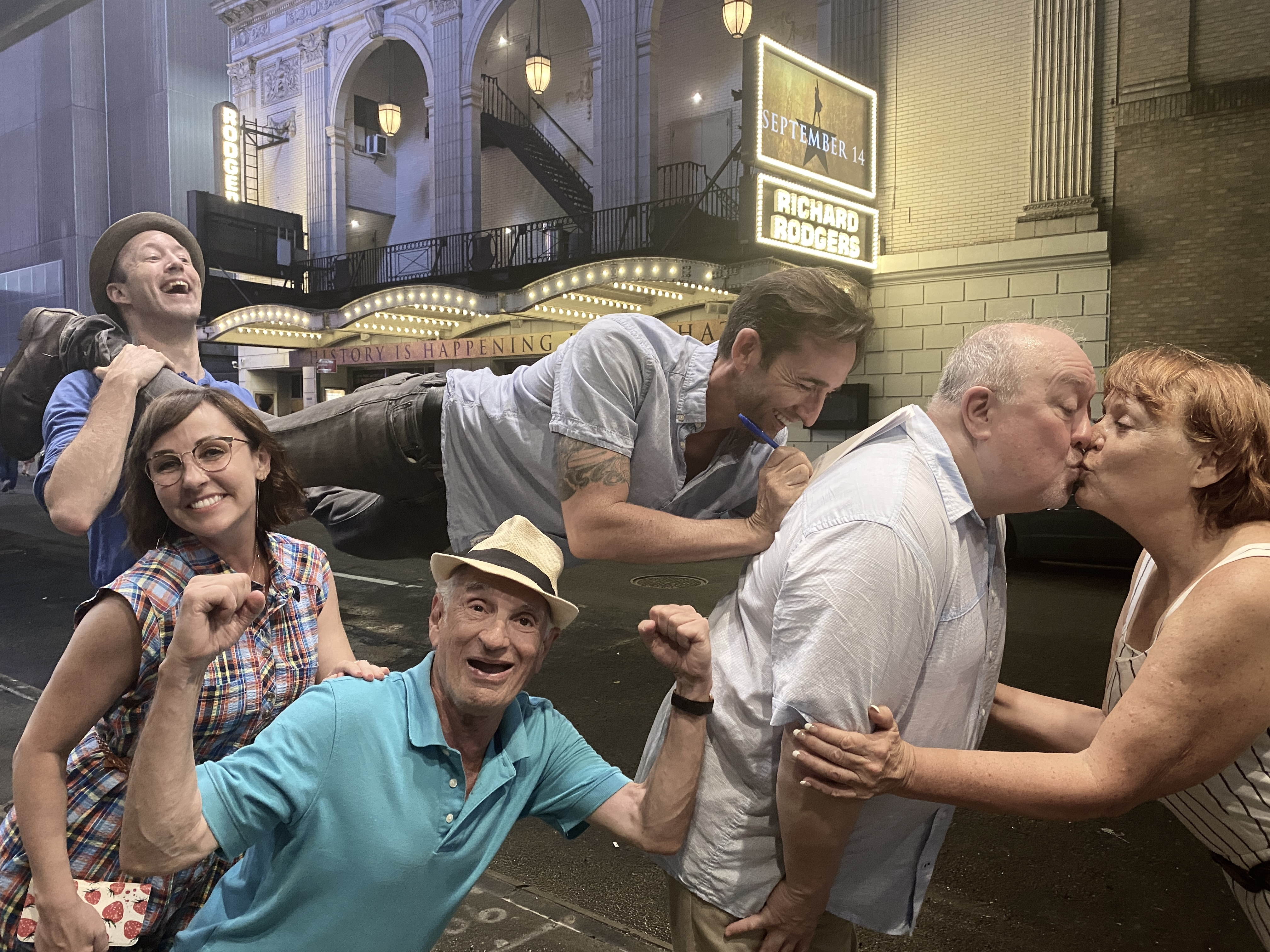
Каст фильма «Любовь в Килнерри» подписал соглашение о североамериканской дистрибуции с Мятеж Пикчерз.

Глобальная пандемия COVID-19 остановила производство в апреле 2020 года, и только в июле 2021 года компания Mutiny Pictures приобрела права на североамериканский прокат, намереваясь выпустить фильм в прокат по всей стране в начале 2022 года.

## Награды

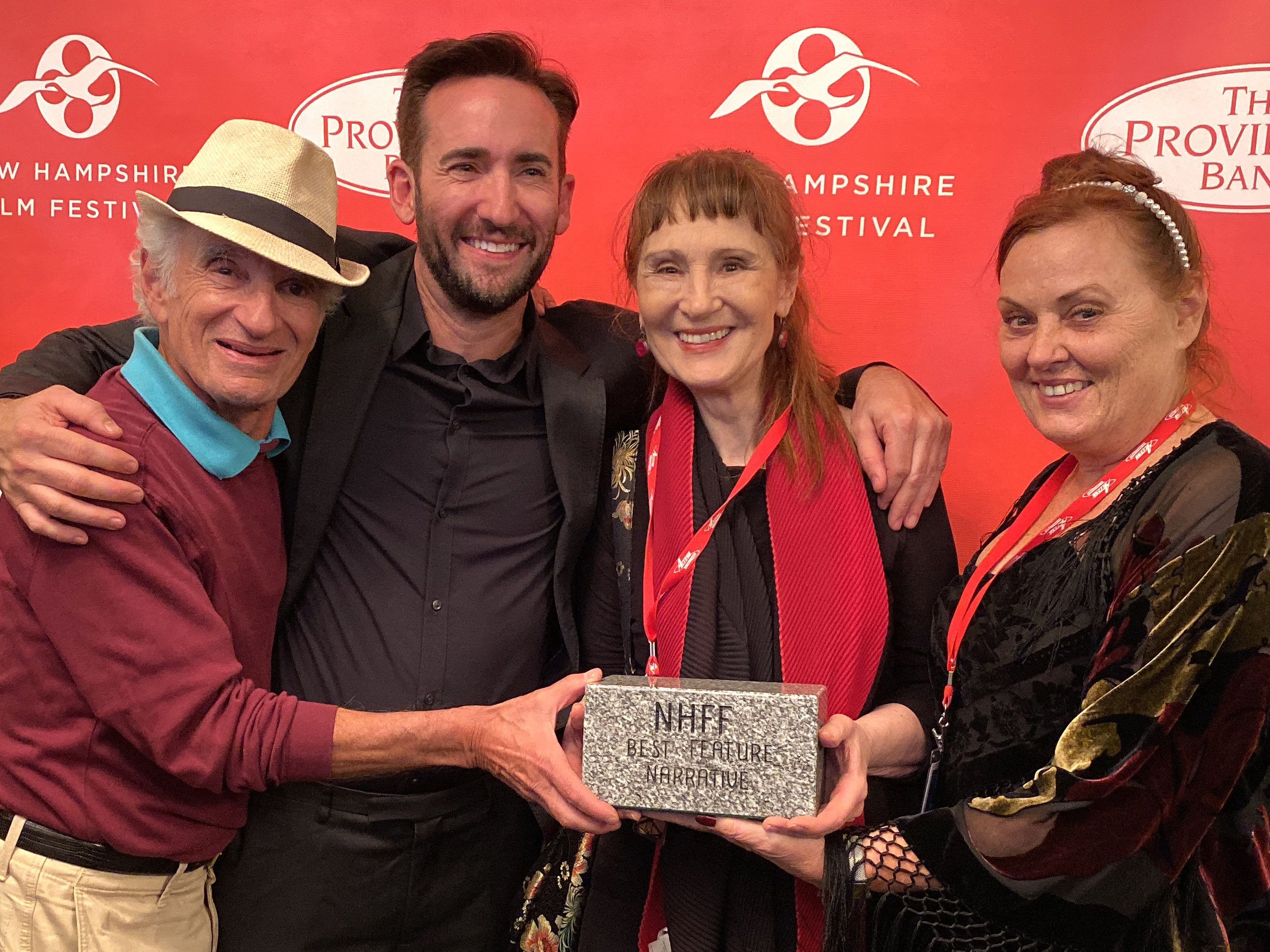
Роджер Хендрикс Саймон, Дэниел Кит, Сибил Лайнс, Шейла Стасак — кинофестиваль в Нью-Гэмпшире

| Награда                                               | Дата | Категория                                            | Получатели             | Результат | Ref.         |
| ----------------------------------------------------- | ---- | ---------------------------------------------------- | ---------------------- | --------- | ------------ |
| Конкурс голливудских сценариев                        | 2017 | Лучший сценарий — Серебряный приз                    | Дэниел Кит             | Победа    |              |
| Международный кинофестиваль в Сохо                    | 2019 | Приз зрительских симпатий                            | Archway Pictures       | Номинация | [ 12 ]       |
| Международный кинофестиваль в Сохо                    | 2019 | Большой приз жюри                                    | Archway Pictures       | Номинация | [ 12 ]       |
| Кинофестиваль в Нью-Гэмпшире                          | 2019 | Лучший полнометражный фильм NH                       | Archway Pictures       | Победа    | [ 13 ] [ 4 ] |
| Кинофестиваль в Нью-Гэмпшире                          | 2019 | Приз зрительских симпатий — художественный фильм     | Archway Pictures       | Номинация | [ 13 ] [ 4 ] |
| Международный кинофестиваль в Сан-Диего               | 2019 | Лучший оригинальный сценарий                         | Дэниел Кит             | Победа    | [ 14 ] [ 3 ] |
| Международный кинофестиваль в Сан-Диего               | 2019 | Litecoin Filmmaker Award — Приз зрительских симпатий | Archway Pictures       | Номинация | [ 14 ] [ 3 ] |
| Международный кинофестиваль в Сан-Диего               | 2019 | Первый раз режиссёр                                  | Дэниел Кит             | Номинация | [ 14 ] [ 3 ] |
| Международный кинофестиваль в Сан-Диего               | 2019 | Лучшая комедия                                       | Дэниел Кит/Кети Серл   | Номинация | [ 14 ] [ 3 ] |
| Мадридский международный кинофестиваль                | 2019 | Лучший режиссёр                                      | Дэниел Кит             | Номинация |              |
| Мадридский международный кинофестиваль                | 2019 | Лучшая комедия                                       | Archway Pictures       | Номинация |              |
| Мадридский международный кинофестиваль                | 2019 | Лучшая ведущая актриса                               | Кети Серл              | Победа    |              |
| Манхэттенский кинофестиваль                           | 2019 | Лучшая комедия                                       | Archway Pictures       | Победа    | [ 15 ]       |
| Международный фестиваль культовых фильмов в Калькутте | 2019 | Лучший сценарий — премия "Золотой лис                | Дэниел Кит             | Номинация |              |
| Кинофестиваль на берегу Джерси                        | 2019 | Лучший режиссёр                                      | Дэниел Кит             | Победа    |              |
| Кинофестиваль на берегу Джерси                        | 2019 | Лучшая актриса                                       | Кети Серл              | Победа    |              |
| Кинофестиваль "Вокруг света                           | 2020 | Лучший режиссёр                                      | Дэниел Кит             | Номинация |              |
| Кинофестиваль "Вокруг света                           | 2020 | Лучшая операторская работа                           | Эрик Кэмп, Джон Мерсер | Номинация |              |
| Кинофестиваль "Вокруг света                           | 2020 | Лучший фильм                                         | Archway Pictures       | Номинация |              |